# シカゴ (カクテル)
シカゴ（英: Chicago Cocktail）は、ブランデー、シャンパンを用いたカクテル。シカゴの名前をもつシティカクテルである。

## 概要
一般的なブランデーを用いたカクテルよりもやや甘口である。琥珀色の液色に立ち上るシャンパンの泡が優雅さを感じさせる。シャンパンの泡が消える前には飲みきるのが推奨される。

## レシピの例
材料
- ブランデー - 45ml
- オレンジ・キュラソー - 2dashes
- アンゴスチュラ・ビターズ - 1dash
- シャンパン - 適量

作り方
1. フルートグラスの縁を粉砂糖でスノースタイルにする。
2. シャンパン以外の材料をシェイクし、グラスに注ぐ。
3. シャンパンでフルアップし、軽く混ぜる。